# Kallavere
Kallavere är en by i Estland. Den ligger i Jõelähtme kommun och i landskapet Harjumaa. Antalet invånare var 123 år 2011.
Kallavere ligger 36 meter över havet och terrängen runt byn är platt. Havet är nära Kallavere norrut. Runt Kallavere är det ganska glesbefolkat, med 23 invånare per kvadratkilometer. Närmaste större samhälle är Tallinn, 16 km väster om Kallavere. I omgivningarna runt Kallavere växer i huvudsak blandskog.
Inlandsklimat råder i trakten. Årsmedeltemperaturen i trakten är 3 °C. Den varmaste månaden är juli, då medeltemperaturen är 17 °C, och den kallaste är januari, med −10 °C.